# Гекон сірий
Гекон сірий (Mediodactylus russowii) — вид геконів родини геконових (Gekkonidae). Один із 17(18) видів роду  Mediodactylus. Поширений переважно в Центральній Азії. Мешканець піщаних, глинястих і кам'янистих пустель, а також аридних передгір'їв. Описано 2 підвиди.

## Опис
Дрібна ящірка, що досягає в довжину (L.) до 5,3 см. Хвіст (L.cd.) у 0,69—1,02 раза довше тулуба. Самки трохи більші за самців. Тулуб й голова злегка плескаті. Зіниці вертикальні. Вушний отвір має овальну форму і розташований косо. Морда пласка або майже пласка. Кількість преанальних пір у самців коливається від 2 до 6.
Тулуб зверху вкритий дрібною зернистою гладкою лускою, серед якої в 10—12 поздовжніх рядів розташовані великі, опуклі, більш-менш тригранні горбки. В області шиї такі горбки мають округлу форму. Зверху голова вкрита численними дрібними, округлими, злегка опуклими лусочками, серед яких на лобі і тімені знаходяться більші луски. Хвостова луска розташована сегментами. У кожному сегменті центральне положення займає поперечний ряд великих, опуклих шипоподібних горбків, які також мають реберці. На нижній поверхні хвоста дрібні гладкі луски, серед яких розташований один поздовжній ряд більших. 
Колір верхньої поверхні тіла попелясто-або буро-сіра з темними вузькими поперечними смугами та дрібними темними плямами на верхній поверхні голови. Черево світліше за спину. 

## Поширення
Поширений у Центральній Азії та Казахстані, на схід його ареал простягається до північно-західного Китаю. Південна межа поширення виду проходить у північно-східному і східному Ірані. Поширення сірого гекону пов'язане з межами пустельної зони, на ізольованій ділянці піщаної пустелі гекон було знайдений і в Росії. В європейській частині ареалу на території Росії було відомо лише одне місцезнаходження гекона — станиця Старогладківська в Чечні.
В цілому на всьому ареалі чисельність виду висока: у Північному Узбекистані — до 8—10 особин на 10 м². Великі популяції охороняються в Туркменістані й Таджикистані.

## Спосіб життя
Гекон сірий — типовий представник аридних ландшафтів. Живе в піщаних та глинястих пустелях і напівпустелях, де оселяється в саксаульниках, тугаях, на стрімких схилах і на осипі. Трапляється також в прилеглих азидних передгір'ях та горах до висоти 2000 м н. р. м. В антропогенних ландшафтах звичайний на стінах помешкань, у закинутих будівлях з глини і каменю. 
Активні в сутінках та вночі. Навесні активність починається наприкінці березня — на початку квітня, коли гекони виходять після зимівлі. Восени в південних частинах ареалу вони йдуть на зимівлю на початку листопада. 
Статева зрілість настає при довжині тіла самців 37 мм і самок 40 мм і більше. Спарювання починається з середини травня. Самка відкладає 1—2 білих еліптичних яйця, інкубаційний період триває від 45 до 55 днів. Можливі 2 кладки за сезон. Бувають колективні кладки. Молоді гекони з'являються на початку серпня. 
Живиться комахами, з переважанням прямокрилих, перетинчастокрилих та жуків, і павукоподібних. 

## Систематика
Раніше розглядався в складі родів Cyrtopodion або Gymnodactylus. У 1984 році кілька видів геконів, у тому числі гекон довгоногий, виділені в самостійний рід Mediodactylus, який наразі включає 17(18) видів.
Станом на 2024 рік описано 2 підвиди:
- Mediodactylus russowii russowii;
- Mediodactylus russowii zarudnyi.